# Mahonesa
La mahonesa est une sauce d'origine mahonnaise (îles Baléares, Espagne) à base d'œufs entiers, d'huile d'olive et de sel,. Son origine est commune avec l'aïoli catalan (émulsion d'ail, d'huile d'olive et de sel).
À ne pas confondre avec la sauce française mayonnaise à base de jaunes d'œuf, de moutarde, d'autres épices et d'huile.